# Seniorat powaski
Seniorat powaski (słow. Považský seniorát) – jeden z senioratów Dystryktu Zachodniego  Ewangelickiego Kościoła Augsburskiego Wyznania na Słowacji z siedzibą w Adamovských Kochanovciach. Na seniorat składa się 19 zborów z 21.486 członkami.
W jego skład wchodzą zbory: Adamovské Kochanovce, Bánovce nad Bebravou-Horné Ozorovce, Beckov, Bzince pod Javorinou, Dolné Srnie, Kšinná, Lubina, Moravské Lieskové, Nitrianska Streda, Nowe Miasto nad Wagiem, Partizánske, Podlužany, Slatina nad Bebravou, Stará Turá, Topolczany, Trenczyn, Trenčianske Stankovce, Uhrovec, Zemianske Podhradie.